# Schur-egyenlőtlenség
A Schur-egyenlőtlenség, melyet Issai Schurról neveztek el, azt mondja ki, miszerint minden nemnegatív valós x, y, z-re és pozitív t-re,
{\displaystyle x^{t}(x-y)(x-z)+y^{t}(y-z)(y-x)+z^{t}(z-x)(z-y)\geq 0},
ahol az egyenlőség akkor és csak akkor teljesül, ha x = y = z vagy kettő egyezik és a harmadik 0. Ha t egy páros pozitív egész, akkor az egyenlőtlenség minden x, y, z valósra teljesül.
Amikor {\displaystyle t=1}, a következő közismert egyenlőtlenséget kaphatjuk:
{\displaystyle x^{3}+y^{3}+z^{3}+3xyz\geq xy(x+y)+xz(x+z)+yz(y+z)}

## Bizonyítás
Mivel az egyenlőtlenség szimmetrikus x, y, z-re, vehetjük úgy, hogy {\displaystyle x\geq y\geq z}. Ekkor a
{\displaystyle (x-y)[x^{t}(x-z)-y^{t}(y-z)]+z^{t}(x-z)(y-z)\geq 0\,}
egyenlőtlenség nyilvánvalóan teljesül, hiszen minden tagja legalább 0. Ez pedig átrendezhető a Schur-egyenlőtlenségre.

## Általánosítás
A Schur-egyenlőtlenség egy általánosítása a következő:
Legyenek a, b, c pozitív valós számok. Ha (a,b,c) és (x,y,z) ugyanúgy rendezettek, akkor:
{\displaystyle a(x-y)(x-z)+b(y-z)(y-x)+c(z-x)(z-y)\geq 0.}
2007-ben Valentin Vornicu román matematikus megmutatta, miszerint az alábbi, még általánosabb egyenlőtlenség teljesül:
Legyen {\displaystyle a,b,c,x,y,z\in \mathbb {R} }, ahol {\displaystyle a\geq b\geq c}, és vagy {\displaystyle x\geq y\geq z} vagy {\displaystyle z\geq y\geq x}. Legyen {\displaystyle k\in \mathbb {Z} ^{+}}, és legyen {\displaystyle f:\mathbb {R} \rightarrow \mathbb {R} _{0}^{+}} vagy konvex vagy monoton. Ekkor,
{\displaystyle {f(x)(a-b)^{k}(a-c)^{k}+f(y)(b-a)^{k}(b-c)^{k}+f(z)(c-a)^{k}(c-b)^{k}\geq 0}.\,}
Ezen egyenlőtlenség azon formája, mely a Schur-egyenlőtlenséget adja: x = a, y = b, z = c, k = 1, ƒ(m) = mr.

## Fordítás
- Ez a szócikk részben vagy egészben  a   Schur's inequality című angol Wikipédia-szócikk fordításán alapul.  Az eredeti cikk szerkesztőit annak laptörténete sorolja fel. Ez a jelzés csupán a megfogalmazás eredetét és a szerzői jogokat jelzi, nem szolgál a cikkben szereplő információk forrásmegjelöléseként.